# Impuls Dilidžan FC
Impuls Dilidžan Football Club (arménsky: Իմպուլս Ֆուտբոլային Ակումբ) byl arménsky fotbalový klub sídlící ve městě Dilidžan. Původní klub byl založen v roce 1985, ten ovšem zanikl v roce 1994. Obnoven byl až v roce 2009, ale z rozhodnutí majitelů klubu byl rozpuštěn v roce 2013.

## Poslední soupiska
Aktuální k datu: srpen 2012
| Číslo |         | Pozice | Hráč                    |
| ----- | ------- | ------ | ----------------------- |
| 1     | Arménie | B      | Gor Eljаzjan            |
| 2     | Arménie | O      | Jegiše Vardanjan        |
| 4     | Arménie | O      | Hovhannes Veranjan      |
| 5     | Rusko   | O      | Maksim Puzanov          |
| 6     | Arménie | Z      | Artur Barseghjan        |
| 7     | Arménie | Z      | Hajk Voskanjan          |
| 8     | Arménie | Ú      | Vahe Mirakjan           |
| 9     | Arménie | Z      | Narek Davtjan (Kapitán) |
| 10    | Arménie | Z      | Rumjan Hovsepjan        |
| 12    | Ghana   | O      | Illiasu Shilla          |
| 13    | Arménie | Z      | Artak Hovhannisjan      |
| 14    | Arménie | Z      | Aram Lorecjan           |
| 15    | Arménie | Z      | Vahagn Ajvazjan         |

| Číslo |           | Pozice | Hráč                   |
| ----- | --------- | ------ | ---------------------- |
| 16    | Arménie   | Ú      | Samvel Hakobjan        |
| 17    | Makedonie | Ú      | Filip Timov            |
| 18    | Arménie   | O      | Hajk Išchanjan         |
| 19    | Arménie   | B      | Tigran Davtjan         |
| 20    | Kolumbie  | Ú      | Diego Bentancourt      |
| 21    | Arménie   | Z      | Armen Deržjan          |
| 22    | Arménie   | O      | Artak Chačatrjan       |
| 23    | Arménie   | B      | Hovhannes Navasardjan  |
| 24    | Arménie   | B      | Hamlet Voskanjan       |
| 25    | Arménie   | O      | Hakob Lorecjan         |
| 26    | Moldavsko | Z      | Constantin Mandricenco |
| 27    | Arménie   | Z      | Vačik Grigorjan        |

## Umístění v jednotlivých sezonách
Zdroj: 
Legenda: Z - zápasy, V - výhry, R - remízy, P - porážky, VG - vstřelené góly, OG - obdržené góly, +/- - rozdíl skóre, B - body, červené podbarvení - sestup, zelené podbarvení - postup, fialové podbarvení - reorganizace, změna skupiny či soutěže
| Sovětský svaz (1990 – 1991)               |                               |        |                                          |                                          |                                          |                                          |                                          |                                          |                                          |                                          |        |
| Sezóny                                    | Liga                          | Úroveň | Z                                        | V                                        | R                                        | P                                        | VG                                       | OG                                       | +/-                                      | B                                        | Pozice |
| 1990                                      | Vtoraja nizšaja liga - 2 zona | 4      | 18                                       | 9                                        | 3                                        | 6                                        | 36                                       | 30                                       | +6                                       | 21                                       | 15.    |
| 1991                                      | Vtoraja nizšaja liga - 2 zona | 4      | 38                                       | 12                                       | 7                                        | 19                                       | 60                                       | 81                                       | -21                                      | 31                                       | 12.    |
| Arménie (1992 – 2013)                     |                               |        |                                          |                                          |                                          |                                          |                                          |                                          |                                          |                                          |        |
| Sezóny                                    | Liga                          | Úroveň | Z                                        | V                                        | R                                        | P                                        | VG                                       | OG                                       | +/-                                      | B                                        | Pozice |
| 1992                                      | Bardsragujn chumb             | 1      | 22                                       | 13                                       | 4                                        | 15                                       | 54                                       | 33                                       | +21                                      | 30                                       | 15.    |
| 1993                                      | Bardsragujn chumb             | 1      | 28                                       | 8                                        | 2                                        | 18                                       | 42                                       | 89                                       | -47                                      | 18                                       | 12.    |
| 1994                                      | Bardsragujn chumb             | 1      | Klub se odhlásil před zahájením soutěže. | Klub se odhlásil před zahájením soutěže. | Klub se odhlásil před zahájením soutěže. | Klub se odhlásil před zahájením soutěže. | Klub se odhlásil před zahájením soutěže. | Klub se odhlásil před zahájením soutěže. | Klub se odhlásil před zahájením soutěže. | Klub se odhlásil před zahájením soutěže. | 16.    |
| Klub byl v letech 1994 až 2008 neaktivní. |                               |        |                                          |                                          |                                          |                                          |                                          |                                          |                                          |                                          |        |
| 2009                                      | Aradżin chumb                 | 2      | 24                                       | 18                                       | 4                                        | 2                                        | 57                                       | 22                                       | +35                                      | 58                                       | 1.     |
| 2010                                      | Bardsragujn chumb             | 1      | 28                                       | 10                                       | 7                                        | 29                                       | 43                                       | 36                                       | -14                                      | 37                                       | 5.     |
| 2011                                      | Bardsragujn chumb             | 1      | 28                                       | 10                                       | 7                                        | 11                                       | 37                                       | 36                                       | +1                                       | 37                                       | 6.     |
| 2012/13                                   | Bardsragujn chumb             | 1      | 42                                       | 18                                       | 6                                        | 18                                       | 66                                       | 65                                       | +1                                       | 60                                       | 5.     |

## Impuls-2
Impuls-2 byl rezervní tým Impulsu, naposled hrající v sezóně 2012/13 Aradżin chumb (2. nejvyšší soutěž). Největšího úspěchu dosáhl klub v sezóně 2011, kdy se v Aradżin chumb (2. nejvyšší soutěž) umístil na 6. místě.

### Umístění v jednotlivých sezonách
Zdroj: 
Legenda: Z - zápasy, V - výhry, R - remízy, P - porážky, VG - vstřelené góly, OG - obdržené góly, +/- - rozdíl skóre, B - body, červené podbarvení - sestup, zelené podbarvení - postup, fialové podbarvení - reorganizace, změna skupiny či soutěže
| Arménie (2010 – 2013) |               |        |    |    |   |    |    |     |     |    |        |
| Sezóny                | Liga          | Úroveň | Z  | V  | R | P  | VG | OG  | +/- | B  | Pozice |
| 2010                  | Aradżin chumb | 2      | 24 | 5  | 4 | 15 | 22 | 41  | -19 | 19 | 7.     |
| 2011                  | Aradżin chumb | 2      | 24 | 10 | 5 | 9  | 38 | 40  | -2  | 35 | 6.     |
| 2012/13               | Aradżin chumb | 2      | 36 | 4  | 5 | 27 | 43 | 106 | -63 | 17 | 10.    |